# 貝耐德
貝耐德（1950年—），加拿大政治人物，2001年至2017年間擔任卑詩省議會議員，代表庫特尼東選區（2009年前為東庫特尼選區），期間曾在卑詩省內閣中擔任數項廳長職務。

## 早年生活和事業
貝耐德於安大略省金寶福成長，父母於當地營運傢俬店。他於九年級輟學，青年時期曾供職於安省北部紅湖鎮一間釣魚旅館。他其後恢復學業，1976年從貴湖大學取得英文系文學士學位，後於西北地區和緬尼吐巴省經營釣魚和狩獵旅館。
他後與家人返回金寶福，並修讀於女王大學法學院，1992年從該校取得法律學位後遷居卑詩省內陸克蘭布魯克，1994年起在當地任職律師，並曾任克蘭布魯克總商會和庫特尼律師會主席。
他於1974年與妻子貝絲（Beth Bennett）結婚，兩人育有兩子。

## 從政
2001年卑詩省省選，貝耐德代表卑詩自由黨競逐省議會東庫特尼選區議席，擊敗尋求連任的新民主黨候選人沃爾什（Erda Walsh）當選該區省議員。他於2005年省選在該區連任，後獲省長金寶爾任命為礦務省務廳長。然而他被揭發向其選區一名居民發送一則具有粗言穢語的電郵，因此於2007年2月辭去該項職務。他於2008年6月重返內閣，出任旅遊、文化及藝術廳長。
貝耐德於2009年省選在庫特尼東選區連任省議員，同年6月獲任為社區及郊區發展廳長，2010年6月則調任能源、礦務及石油資源廳長。自由黨省政府於同期引入合併銷售税而惹來爭議，貝耐德則於2010年10月接受《溫哥華太陽報》訪問時公開批評省長金寶爾的領導作風。金寶爾一度表示不會因此辭退貝耐德；然而貝耐德則於同年11月17日失掉廳長職務，兩天後更被逐出自由黨黨團。
他後以獨立身份在省議會議政，2011年自由黨黨魁選舉中則支持卜佐治接替因合併銷售税風波而辭職的金寶爾。簡蕙芝當選黨魁並接替金寶爾出任省長後，貝耐德於2011年4月重返自由黨黨團，並於2012年9月獲簡蕙芝任命為社區、體育及文化發展廳長。
貝耐德於2013年省選連任，同年6月在內閣中調任能源及礦務廳長和專責核心審核廳長。他於2016年6月宣布不會在翌年省選競逐連任，2017年5月省議員任期屆滿時卸任，後獲邀出任鷹原資源公司（Eagle Plains Resources）和銅溪金業（Copper Creek Gold）的董事局成員。

## 外部連結
- （英文）卑詩省議會網站 貝耐德議員簡介 （页面存档备份，存于）